# Chronobiology International

Chronobiology International est une revue scientifique à comité de lecture créée en 1984 par Alain Reinberg et Michael Smolensky qui couvre l'ensemble des aspects des rythmes biologiques, en termes médicaux, physiologiques, chronothérapeutique ou encore de chronoprévention des risques. 
Chronobiology international est le journal officiel de l'International Society for Chronobiology, de l'American Association for Medical Chronobiology and Chronotherapeutics, et de la Society for Light Treatment and Biological Rhythms.

## Directeurs de publication
Les Rédacteurs en chef du journal  ont été successivement (ou en association) les Prs Alain Reinberg, Michael Smolensky, Yvan Touitou, Francesco Portaluppi ( Ferrare).

### Éditeur en chef
- R. Refinetti - University of New Orleans, New Orleans, Louisiana, USA

### Éditeurs associés
- A. Gall - Hope College, Holland, Michigan, USA
- H. Wang - Soochow University, Suzhou, China
- G. Zerbini - Augsburg University, Augsburg, Germany

### Comité de rédaction
- T. Akerstedt – IPM/Karolinska Institute, Stockholm, Sweden
- U. Albrecht – Department of Biology, University of Fribourg, Fribourg, Switzerland
- J. F. Araujo – Departamento de Fisiologia e Comportamento, Universidade Federal do Rio Grande do Norte, Natal, Brazil
- H. Balan – Clinical Internal Medicine, University of Medicine and Pharmacy Carol Davila, Bucharest, Romania
- C. Bartsch – Interfaculty Institute of Biochemistry, University of Tuebingen, Tuebingen, Germany
- D. Boivin – Center for Study and Treatment of Circadian Rhythms, McGill University, Montreal, Canada
- T. Cambras – Department of Physiology, University of Barcelona, Barcelona, Spain
- R. C. Castriotta – Pulmonary, Critical Care and Sleep Medicine, Keck School of Medicine, University of Southern California, Los Angeles, California, USA
- G. Cornelissen-Guillaume – Integrative Biology/Physiology & Halberg Chronobiology Center, Medical School, University of Minnesota, Minneapolis, Minnesota, USA
- Y. Dagan – Applied Chronobiology Research Institute, Tel Hai Academic College, Tel Aviv, Israel
- S. J. Davis – Department of Biology, University of York, York, UK
- O. Dkhissi-Benyahya – SBRI, CRCN–INSERM, Lyon, France
- M. Doi – Graduate School of Pharmaceutical Sciences, Kyoto University, Kyoto, Japan
- G. E. Duffield – Department of Biological Sciences, University of Notre Dame, Notre Dame,Indiana, USA
- J. Elliott – Center for Circadian Biology, University of California San Diego, La Jolla, California, USA
- C. Escobar – Department of Anatomy, Faculty of Medicine, Universidad Nacional Autónoma de México, Mexico City, Mexico
- F. Fischer – Department of Environmental Health, School of Public Health, University of São Paulo, São Paulo, Brazil
- J. R. Fernández – atlanTTic Research Center, University of Vigo, Vigo, Spain
- R. Foster – Sleep & Circadian Neuroscience Institute, Nuffield Department of Clinical Neurosciences, University of Oxford, Oxford, UK
- A. Fujimura – Division of Clinical Pharmacology, Department of Pharmacology, Jichi Medical University, Tochigi, Japan
- S. Gaddameedhi – Department of Biological Sciences, North Carolina State University, Raleigh, North Carolina, USA
- Y.-J. Geng – Cardiology, Department of Internal Medicine, McGovern School of Medicine, The University of Texas-Houston, Houston, Texas, USA
- N. Goel – Department of Psychiatry and Behavioral Sciences, Rush University Medical Center, Chicago, Illinois, USA
- D. Golombek – Departamento de Ciencia y Tecnología, Universidad Nacional de Quilmes/CONICET, Buenos Aires, Argentina
- M. Hébert – Faculty of Medicine, Université Laval, Quebec, Canada
- R. Hermida – atlanTTic Research Center, University of Vigo, Vigo, Spain
- K. S. Jankowski – Faculty of Psychology, University of Warsaw, Warsaw, Poland
- S. Kiessling – Technical University of Munich, Munich, Germany
- B. Lemmer – Institute of Pharmacology and Toxicology, Ruprecht-Karls-University of Heidelberg, Heidelberg, Germany
- F. Levi – Cancer Chronotherapy Team, Division of Biomedical Sciences and Cancer Research Centre, Warwick Medical School, Warwick University, Coventry, UK
- H. Li – Sichuan International Studies University, Sichuan, China
- J. A. Madrid – Department of Physiology, Faculty of Biology, University Murcia, IMIB-Arrixaca, Murcia, Spain & CIBER de Fragilidad y Envejecimiento Saludable (CIBERFES), Instituto de Salud Carlos III, Madrid, Spain
- J. Mendoza – Institut des Neurosciences Cellulaires et Intégratives, Université de Strasbourg, Strasbourg, France
- L. S. Menna Barreto – Escola de Artes, Ciências e Humanidades, Universidade de São Paulo, São Paulo, Brazil
- R. Mistlberger – Department of Psychology, Simon Fraser University, Burnaby, Canada
- H. Oster – Center of Brain, Behavior & Metabolism, University of Lübeck, Luebeck, Germany
- G. Piccione – School of Veterinary Medicine, University of Messina, Messina, Italy
- G. N. Pires – Federal University of São Paulo, São Paulo, Brazil
- M. Riedel – Center for Chronobiology Research, Fondation A. de Rothschild, Paris, France
- F. A. J .L. Scheer – Departments of Medicine and Neurology, Brigham & Women's Hospital, Boston, Massachusetts, USA
- A. Silva – Laboratorio de Neurociencias, Facultad de Ciencias, Universidad de la República, Montevideo, Uruguay
- D. J. Skene – Chronobiology, University of Surrey, Guilford, UK
- J. H. Stehle – Institute of Anatomy, Goethe University Frankfurt, Frankfurt, Germany
- M. Stolarski – University of Warsaw, Warsaw, Poland
- Y. Touitou – Center for Chronobiology Research, Fondation A. de Rothschild, Paris, France
- E. J. W. Van Someren – Department of Sleep & Cognition, Netherlands Institute for Neuroscience, Amsterdam, The Netherlands
- D. Weinert – Institute of Biology/Zoology, Martin Luther University Halle-Wittenberg, Halle, Germany
- M. Young – Division of Cardiovascular Disease, Department of Medicine, University of Alabama at Birmingham, Birmingham, Alabama, USA [6]